# Vavrinec Benedikt z Nedožier
Vavrinec Benedikt z Nedožier   (Nedožery-Brezany i Nedožery, 10 d'agost de 1555 - Praga, 4 de juny de 1615) fou un matemàtic, professor, poeta, traductor i filòleg eslovac, establert a Bohèmia.

## Biografia
Va estudiar a Jihlava i Praga. Des de 1604 va estar actiu a la Universitat de Praga on va ensenyar filologia clàssica i més tard matemàtiques. Va ser el degà i vicerector de la universitat. Hi va participar en el desenvolupament de la Txeca humanisme.
Va ser l'autor de la primera gramàtica sistemàtica txeca ("Grammaticae Bohemicae ad leges naturalis methodi conformatae, et notis numerisque illustratae ac distinctae, libri duo", 1603). També va cridar l'atenció sobre l'eslovac com a llengua diferent i va instar els eslovacs a conrear la seva llengua dècades abans del renaixement lingüístic nacional.